# ديس خيمي
الديس الخيمي (باللاتينية: Scirpus umbellatus) نوع نباتي من جنس الديس من الفصيلة السعدية.

## الموئل والانتشار
موطنه بلاد الشام.